# Abelsonita
L'abelsonita és un mineral de la classe dels minerals orgànics, una porfirina de níquel. Va ser descoberta l'any 1969 en una mostra processada per la Western Shale Corporation a Uintah, Utah. Va ser descrita l'any 1975 a Geological Society of America Abstracts with Programs. L'exemplar tipus es troba en el Museu d'Història Natural de Londres, a Londres i al Museu d'Història Natural de Washington DC, EUA. El nom del mineral prové del geoquímic Philip H. Abelson. Aquest mineral és l'única porfirina cristal·lina formada de manera natural.

## Característiques
L'abelsonita és semitransparent i pot presentar diverses coloracions: rosa-violaci, gris fosc, gris lilàs, lila clar, vermell lilàs clar o marró-vermell, entre d'altres. La seva fórmula química és C31H32N₄Ni. Aquest mineral acostuma a formar plaquetes o petits agregats d'aproximadament 1 cm de grandària. L'abelsonita és soluble en benzè i acetona i insoluble en aigua. L'any 2003 va ser sintetitzada en la seva totalitat.

### Estructura

Estructura de l'abelsonita

El mineral és una deoxofil·loeritroetioporfirina (DPEP), amb el níquel ocupant el centre de l'anell de la porfirina. La majoria de carboni de la porfirina és C31, mentre que una petita part és C30. El mineral cristal·litza en el sistema triclínic.

## Formació i localització
Aquest mineral només s'ha trobat en el Membre Parachute Creek de la Formació geològica Green River. L'abelsonita es troba en associació amb l'albita, l'analcima, la dolomita, la mica, l'ortoclasa, la pirita i el quars. És un mineral secundari que es forma en fractures (vug) i en plans d'estratificació d'argiles petrolíferes; probablement format en la diagènesi, mentre la clorofil·la és transportada en solució aquosa cap a altres ambients geològics més favorables.